# Henschel Hs 294

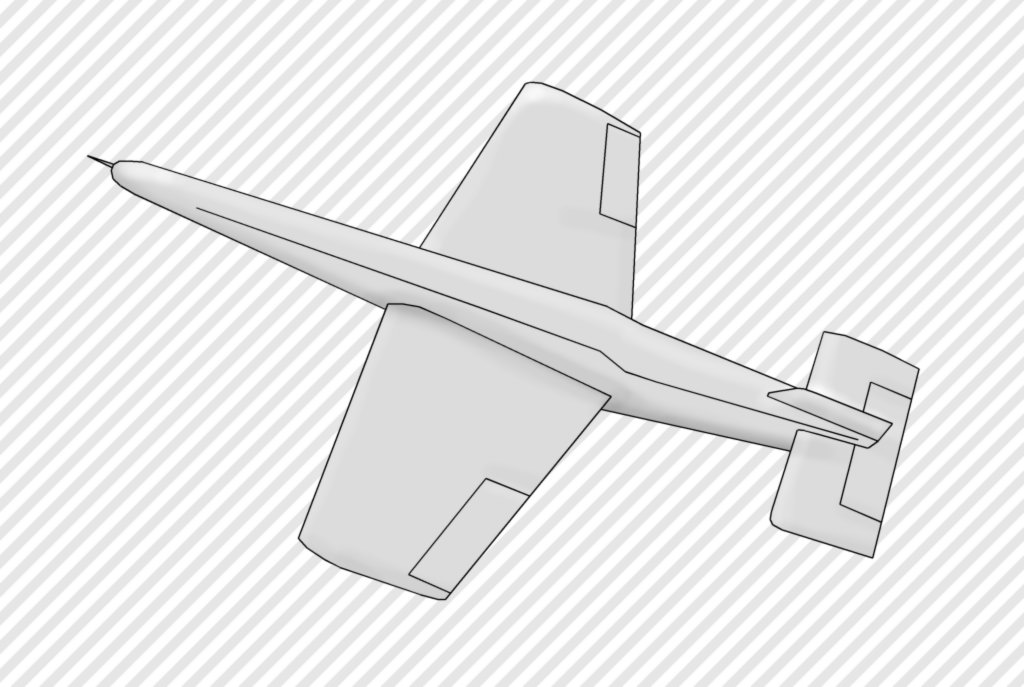
Representación esquemática del Henschel Hs 294.

El Henschel Hs 294 era una bomba planeadora antibuque. Al ser lanzada, era guiada hasta su blanco y justo antes de alcanzarlo caía al agua, donde recorría la distancia faltante como si fuese un torpedo. 